# Emmylou Harris
Emmylou Harris, född 2 april 1947 i Birmingham i Alabama, är en amerikansk countrysångerska, gitarrist och låtskrivare.

## Biografi

### De tidiga åren
Emmylou Harris gick ut från high school som bästa student och erhöll ett stipendium för teaterutbildning vid University of North Carolina i Greensboro. Det var omkring denna period som Harris började studera musik på allvar, influerad av artister som Bob Dylan och Joan Baez.
Harris gifte sig 1969 med sångskrivaren Tom Slocum och spelade in sitt första album Gliding Bird följande år. Efter att albumet släppts gick dock skivbolaget i konkurs. Vid denna tid började även Harris äktenskap med Slocum att spricka och de skilde sig inom kort. Harris levde under en kort tid ensam med sin nyfödda dotter Hallie i Nashville i Tennessee, men på grund av ekonomiska svårigheter var hon tvungen att flytta tillbaka till sina föräldrar som då bodde i Washington, D.C..

### Genombrottet under 1970-talet
Emmylou Harris återvände därefter snart till att uppträda igen, nu som en del i en trio med de lokala musikerna Gerry Mule och Tom Guidera. En kväll 1971 råkade medlemmar ur countrygruppen The Flying Burrito Brothers vara bland publiken, inklusive den förra Byrds-medlemmen Chris Hillman, som tagit över bandet efter grundaren Gram Parsons. Hillman var så imponerad av Harris att han under en kort period övervägde att fråga henne om hon ville bli medlem i bandet. Istället blev det så att Hillman 1972 kom att rekommendera henne till Parsons, som letade efter en kvinnlig sångerska att arbeta med på sitt första soloalbum. Efter inspelningen turnerade Emmylou Harris som medlem i Parsons band Fallen Angels och 1973 återvände hon till studion med Parsons för att spela in albumet Grievous Angel. Parsons dog av en överdos av alkohol och andra droger 1973. I sin sång Boulder to Birmingham beskriver Harris 1975 sin saknad efter Parsons efter hans död. 
De sägs ofta att Harris och Parsons, som var gift, blev djupt förälskade under sitt samarbete, men sanningshalten i påståendet har ifrågasatts över åren. Harris själv har länge bestämt avfärdat ryktet - främst med referens till det faktum att de endast kände varandra i knappt två år - och påstått att de aldrig hade tid att få känslor för varandra annat än som vänner. Med åren har hennes åsikt dock förändrats drastiskt, och vid nylanseringen av sitt album The Ballad of Sally Rose 2017 erkände hon att hon nog trots allt var kär i Parsons, men att hon förnekat det på grund av den sorg och smärta hon bar med sig efter hans plötslig bortgång. Albumet The Ballad of Sally Rose, ursprungligen utgivet 1985, tar delvis inspiration från Harris tid med Parsons och är en av de ursprungliga anledningarna till ryktena kring deras förälskelse.
Under sin turné med Gram Parsons hade Harris blivit vän med sångerskan Linda Ronstadt, som då hon hörde om Parsons död erbjöd den sörjande Harris att uppträda tillsammans med henne på baren Roxy i Los Angeles. Ronstadt hoppades att samarbetet skulle göra Harris intresserad av att försöka starta en solokarriär utan Parsons, och ledde även till att många inom musikbranschen fick upp ögonen för Harris.
Så småningom mötte hon den kanadensiska musikproducenten (och sin framtida make) Brian Ahern, som producerade hennes första album utgivet på ett stort skivbolag, Pieces of the Sky 1975. Albumet innehöll ett flertal coverlåtar, bland andra The Beatles For No One och låten som kom att bli Harris första hitsingel If I Could Only Win Your Love av The Louvin Brothers. Hon satte därefter samman The Hot Band, en grupp av studio- och turnémusiker, med musiker som Glen Hardin, James Burton, Rodney Crowell, Ricky Skaggs och Albert Lee. Sommaren 1975 medverkade hon som körsångerska vid inspelningarna av Bob Dylans skiva Desire.
Harris följande album, Elite Hotel (1976), Luxury Liner (1977) och Quarter Moon in a Ten Cent Town (1978) blev alla countryhits, men Harris musik kunde även tilltala lyssnare av rockmusik. Inom countrymusiken, som vid denna tid hade framgång med en genreöverskridande blandning, var inställningen hos många artister att förena musiken med en mjukare och mer tillrättalagd Los Angeles-pop. Harris riktade däremot sin musik mer mot rockmusiken.
Förutom sin egen solokarriär under denna period påbörjade Harris även samarbeten med andra artister, flera som hon kom att fortsätta arbeta med under sin senare karriär. Hon gav 1979 ut julalbumet Light of the Stable på vilket bland andra Dolly Parton, Linda Ronstadt och Neil Young medverkade. Från mitten av 1970-talet och därefter har Harris haft ett återkommande samarbete med dessa tre artister. Hennes sång hade en även framträdande plats på Bob Dylans album Desire från 1976. Hon arbetade under denna period också tillsammans med The Band och medverkade i filmen The Last Waltz. 1977 gifte sig Harris med Brian Ahern och fick 1979 ännu en dotter, Meghann. Harris och Ahern skildes 1984.
Hon gav 1979 ut albumet Blue Kentucky Girl vilket kännetecknas av countrymusik framförd i samma stil som countrylegendarerna Loretta Lynn och Kitty Wells. Detta album inkluderade den numera legendariska låten Even Cowgirls Get The Blues, skriven av Rodney Crowell, med Linda Ronstadt och Dolly Parton som bakgrundssångerskor. Även Tanya Tucker bidrog som bakgrundssångerska på låten Sisters Comin' Home.
1980 spelade hon in duetten That Lovin' You Feelin' Again med rock'n'roll-legendaren Roy Orbison, för vilken de erhöll en Grammy Award i kategorin Best Vocal Duo, och 1981 nådde hon plats 37 på Billboards poplista med en cover av Mister Sandman från sitt album Evangeline. (Albumversionen av låten innehöll stämsång av Dolly Parton och Linda Ronstadt, men då varken Partons eller Ronstadts skivbolag tillät att deras artisters sång användes på singelutgåvan gjorde Harris en nyinspelning av låten, själv sjungande alla tre stämmorna. Samma sak hade även hänt med låten Even Cowgirls Get The Blues 1979).
White Shoes från 1983 var en eklektisk samling av låtar, som bland annat innehöll en rockig version av Diamonds Are a Girl's Best Friend och en countryversion av Donna Summers hit On the Radio. 
1985 gjorde Harris sin första riktiga låtskrivardebut då hon skrev samtliga låtar till sitt album The Ballad of Sally Rose. Harris hade tidigare endast bidragit till enstaka låtar, och hade ibland fått utstått kritik för att hon endast tolkade andras texter.
Albumet, som var ett konceptalbum, skildrar sångerskan Sally Rose bitterljuva livsöde. Harris har i efterhand erkänt att albumet till viss del är självbiografiskt och att hon tagit inspiration från sitt eget liv. Sally Rose kortvariga romans med en man endast känd som 'The Singer' har även ansetts baserad på hennes egna kortvariga samarbete med sångaren Gram Parsons. Harris själv förnekade detta i detta längsta, men erkände detta samt att hon faktiskt varit kär i Parsons när albumet nylanserade 2017. 
"På den tiden förnekade Emmylou att Sally Rose handlade om henne och Gram, "Men självklart handlade det om mig och Gram", säger hon nu."
- Colin Escott citerad i texthäftet till The Ballad of Sally Rose (2CD nyutgåva från 2017). 
Namnet Sally Rose kom från Harris tidiga år med the Hot Band på 1970-talet. Ett fan hade en kväll fått syn på Harris i en bar efter en spelning, men känt sig osäker på om det verkligen var hon. Personen bestämde sig då att fråga Harris dåvarande manager, Phil Kauffman, om han visste vem hon var. Istället för att tala sanning valde Kauffman att ljuga och påstod att hon var en annan sångerska vid namn Sally Rose. Harris band fick namnet 'Sally Rose and The Rosebuds'.
Båda namnen användes därefter i fler år vid hotellbokningar och dylikt för att skydda Harris och de välkända medlemmarna i hennes band från överexalterade fans och journalister.
I slutet av turnén som följde The Ballad of Sally Rose gifte sig Emmylou Harris med den engelska låtskrivaren Paul Kennerly, som hade hjälpt henne skriva låtarna till albumet. Han blev Harris tredje och i skrivande stund (2019-04-18) sista make.
1987 spelade Harris tillsammans med Dolly Parton och Linda Ronstadt in albumet Trio. De tre sångerskorna hade försökt göra ett album tillsammans för första gången på 1970-talet, men på grund av intressekonflikter mellan de tre sångerskornas skivbolag lades projektet ner. Mot slutet av 80-talet lämnade Parton skivbolaget RCA och eftersom Harris var skriven till Warner Bros. och Ronstadt  till Asylum, vilka båda tillhörde The Warner Music Group, kunde samarbetet nu genomföras. 
Idén visade sig dock vara svårsåld. Skivbolagen tvivlade på att en 'supertrio' med tre på egen hand mycket välkända artister skulle sälja lika bra som deras separata skivor. Parton, Harris och Ronstadts gemensamma vikt inom musik branschen gjorde att projektet inte kunde kastas bort, men varken Asylum eller Warner bros. ville egentligen ta ansvar för det. Efter mycket diskussioner fram och tillbaka hamnade till slut uppdraget hos Warner Bros, då de hade en countryavdelning. Man bestämde att det skulle säljas som en countryskiva trots att den även innehöll ett flertal tolkningar av populära poplåtar, och saluförde den därefter.
När albumet äntligen kom ut på marknaden fick Harris, Ronstadt och Parton till slut rätt. Albumet nominerades till tre Grammy Award och vann en Grammy för Best Country Collaboration. Trio nådde topp-tio på både pop- och countrylistorna och resulterade i fyra hitsinglar.

### 1990-talet
I början av 1990-talet upplöste hon The Hot Band, för att istället sätta samman en grupp med musiker kallade The Nash Ramblers vilka spelade akustiska instrument som fiol, mandolin, banjo, gitarr och dobro. De spelade in ett Grammy-belönat livealbum vid Ryman Auditorium 1992. 
Projektet ledde även till att den historiska byggnaden i Nashville, Tennesse räddades från förstörelse och ett mångmiljonersarbete för att rusta upp den påbörjades kort därefter. The Ryman hade ursprungligen varit hem till The Grand Old Opry, men de hade tvingats flytta till nya lokaler på grund av brist på utrymme, och The Ryman hade därefter fått förfalla. När Harris spelade in sitt album var huset i så dåligt skicka att ingen publik kunde sitta på balkongerna, eftersom det fanns en risk att de skulle kollapsa.
Det var vid denna tid som Harris (och till synes alla andra countryartister som var äldre än 40 år) började spelas allt mindre i de breda amerikanska countryradiokanalerna, då radiostationerna skiftade fokus till det mer ungdomsinriktade "new country"-formatet. Medan Harris tidigare album hade sålt någorlunda bra så avtog nu hennes listframgångar. Hennes album Cowgirl's Prayer från 1993 spelades knappt i radio, trots att det blivit kritikerrosat, och singeln från albumet, High Powered Love, lyckades inte ta sig upp på listorna, vilket ledde till att hon sökte en ny inriktning i sin musikkarriär.
1995 gav Harris ut albumet Wrecking Ball producerat av Daniel Lanois, mest känd för sina arbeten med U2, Peter Gabriel och Bob Dylan. Det var minst sagt ett experimentellt album för Harris, som inkluderade hennes tolkning av titelspåret skrivet av Neil Young (Young var gästsångare på två av albumets låtar), Steve Earles Goodbye, Julie Millers All My Tears, Jimi Hendrix May This Be Love, Kate & Anna McGarrigles Goin' Back to Harlan och Gillian Welchs Orphan Girl. Larry Mullen Jr från U2 spelade trummor i detta projekt, som fick lyssnare av alternativ rock att upptäcka Harris. Följande år medverkade hon på Willie Nelsons album Teatro, även det producerat av Lanois.
1997 började Harris engagera sig i det globala problemet med landminor, och har sedan 1999 organiserat en årlig välgörenhetsturné kallad Concerts for a Landmine Free World. All vinst från turnéerna stöder Vietnam Veterans of America Foundations (VVAF) insatser för att stödja oskyldiga offer för konflikter i världen och arbetet med att väcka USA:s medvetenhet om problemet med landminor. Artister som har medverkat tillsammans med Harris i dessa konserter är Mary Chapin Carpenter, Bruce Cockburn, Steve Earle, Joan Baez, Patty Griffin och Nanci Griffith.
År 1998 släppte Harris livealbumet Spyboy, uppbackad av ett nytt band som inkluderade musikproducenten och låtskrivaren Buddy Miller från Nashville. Albumet innehöll nya versioner av Emmylou Harris tidigare hits.
1998 medverkade hon även på Kate and Anna McGarrigles album The McGarrigle Hour, vilket även gästades av bland annat Linda Ronstadt. Totalt medverkade Emmylou Harris på 3 låtar: Skiprope Song, Porte en Arrière och Green Green Rocky Road. 
Tillsammans med Romance in Durango från Bob Dylans album Desire (1975),  J'ai Fait tout från albumet Red Dirt Girl (2000), Entre Lajuenesse et la Sagesse från tributealbumet Sing me the songs (that say I love you) (2013), och La Danse de la Joie från The Traveling Kind (2015), är Porte en Arrière en av bara 5 låtar där Harris sjunger på ett språk annat än engelska. Endast två av dessa låtar, Porte en Arrière och Entre Lajeunesse Et La Sagesse, är helt och hållet på ett språk annat än engelska.
Hennes album Red Dirt Girl från 1999 producerades av Daniel Lanois protegé Malcolm Burn och innehöll för första gången sedan The Ballad of Sally Rose ett antal av Harris egna kompositioner. Precis som Wrecking Ball så var albumets musikstil mer alternativ rock än country. År 1999 gavs även ett andra Trio album ut med Harris, Dolly Parton och Linda Ronstadt, kallat Trio II. (Albumet spelades in i början av 1990-talet, men förblev outgivet under fem år på grund av dispyter mellan skivbolagen samt planeringsproblem och karriärprioriteringar för de tre artisterna - Parton prioritera egna projekt och hamnade därefter i sådan dålig dager hos Linda Ronstadt att hon satte ihop ett eget album med låtar från albumet och ersatte Partons röst med andra artister).
1999 var ett mycket upptaget år för Emmylou Harris. Utöver Red Dirt Girl och Trio II utgav hon även sitt första och enda duettalbum med nära vännen och Triomedlemmen Linda Ronstadt. Albumet fick namnet Westernwall: The Tucson sessions efter Rosanne Cash-hitten Western Wall och Ronstadts hemstad Tucson i Arizona. Albumet spelades även in i Tucson då Ronstadt, som vid det här laget mer eller mindre lagt sin karriär på is för att istället ägna sig åt sina två barn, bodde där. Albumet åtföljdes av en kort turné där de gjorde reklam för det nya materialet. Vad som med största sannolikhet är illegalt inspelade bootlegkopior av framträdanden från denna turné finns sedan länge tillgängligt på bland annat Amazon och Spotify som albumet 'Emmylou harris & Linda Ronsadt On The Road'.

### 2000-talet

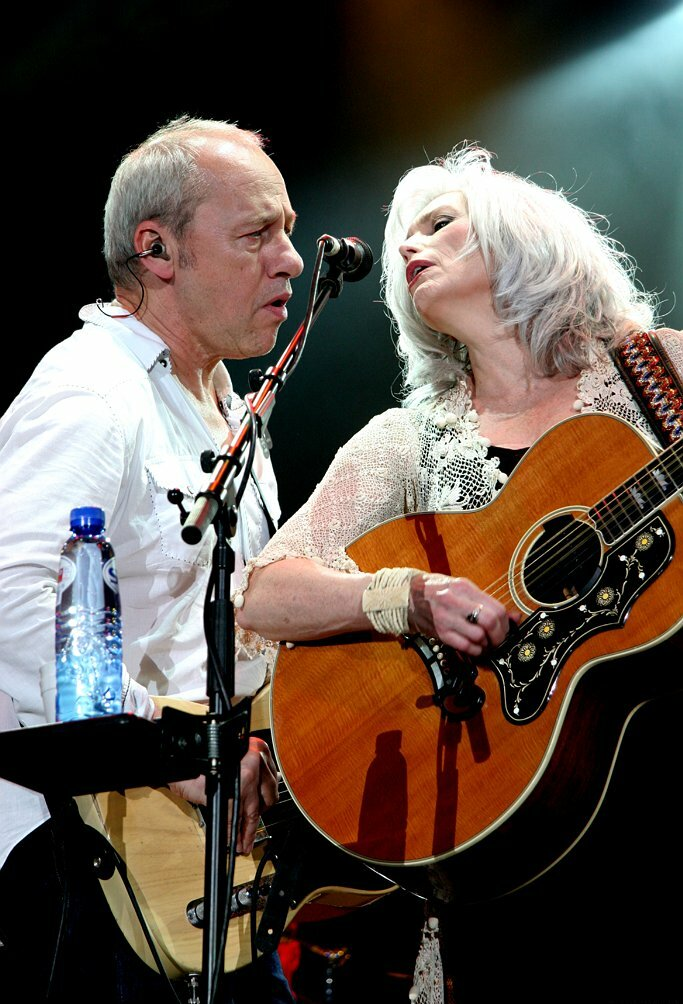
Harris med Mark Knopfler 2006.

År 2000 var Harris gästsångerska på Ryan Adams debutalbum Heartbreaker. Harris medverkade även detta år i en all star-grupp bestående av traditionella country-, folk- och bluesmusiker med musik som producerades av T Bone Burnett till bröderna Coens film, O Brother, Where Art Thou?. En dokumentär/konsertfilm kallad Down from the Mountain gjordes även för musiken till filmen. År 2002 medverkade Harris tillsammans med många av dessa musiker på turnén Down from the Mountain Tour.
2001 gav Emmylou Harris ut albumet Hickory Wind, vilket mestadels bestod av nya versioner av låtar hon gjort tidigare. På albumet fanns bland annat Michaelangelo och Red Dirt Girl från hennes album Red Dirt Girl (1999), Deeper Well från hennes album Wrecking Ball (1995), Wheels från Elite Hotel (1976) och Raise the Dead från Western Wall: The Tucson Sessions (1999).
Emmylou Harris gav år 2003 ut Stumble into Grace, en uppföljare till Red Dirt Girl, som liksom sin föregångare mestadels innehöll låtar skrivna av Harris. Stumble into Grace markerar också Harris sista samarbete med Linda Ronstadt, vars sångröst hade börjat försvinna på grund av Parkinsons sjukdom.
År 2005 arbetade Harris med Conor Oberst på Bright Eyes album I'm Wide Awake, It's Morning, där hon sjöng bakgrundssång på tre låtar. I juli 2005 medverkade hon flera gånger på Elvis Costellos USA-turné. Samma år var Harris gästsångerska på Neil Youngs album Prairie Wind.
2006 utgavs All the Roadrunning, ett duettalbum på vilket hon samarbetar med Dire Straits frontfigur Mark Knopfler. Harris och Knopfler hade sporadiskt arbetat med albumet under sju år, sedan de träffats när de spelade in en TV-sänd hyllningskonsert för Chet Atkins. Albumet, som hamnade på topp-tio-listorna i flera länder, följdes av en turné i Europa och Nordamerika under maj och juni 2006. Turnén gav upphov till livealbumet Real Live Roadrunning.
På albumet All I Intended to Be, utgivet i juni 2008, samarbetade Harris återigen med Brian Ahern, för första gången på 25 år. Albumet gästades bland annat av Dolly Parton och systrarna Kate och Anna McGarrigle.

### 2010-talet
2011 släppte Harris albumet Hard bargain. Som har varit trenden sedan Red Dirt Girl 1999 innehöll även detta album mycket egenskrivet material. Temat på albumet tycks vara att minnas nära och kära, och innehåller två låtar tillägnade nära vänner som hon förlorat. Låten The Road handlar om Harris tid med sångaren Gram Parsons, saknaden efter hans död och hur tiden med honom kommit att påverka hennes liv. Darlin' Kate är tillägnad Harris nära vän, den kanadensiska singer/songwritern Kate McGarrigle, som avled 2010.
2013 utgav Harris sitt första album tillsammans med vännen och före detta Hot Band medlemmen Rodney Crowell, Old Yellow Moon, vilken även vann en Grammy för bästa Americana Album. Albumet är producerat av Harris ex-man Brian Ahern, som även producerade hennes första stora soloalbum Piece of the Sky. Skivan innehåller bland annat en omskriven version av Crowell's låt Bluebird Wine, vilken var öppningsnumret på Piece of The Sky och var början på Crowell och Harris långvariga vänskap och samarbeten. 
2015 utkom Harris senaste album The Traveling Kind, vilken är hennes andra samarbete med Rodney Crowell  .
2018 började Emmylou Harris att skriva på en biografi. Boken har ännu inget utgivningsdatum och enligt en nära vän höll Harris under våren 2019 fortfarande på och skrev om 1970-talet. Samma person påstår även att allt skrivs för hand, vilket ytterligare saktar ner processen. Den enda biografi om Harris som hittills existerar är den inofficiella boken Emmylou Harris: Angel in disguise, skriven av Jim Brown, vilken utkom 2004.

## Utmärkelser (urval)
Emmylou Harris har (fram till januari 2019) erhållit 13 Grammy Award, två Country Music Association Award, två Nashville Music Award, tilldelats "ASCAP Harry Chapin Humanitarian Award" och blivit invald i Country Music Hall of Fame och Alabama Music Hall of Fame. Hon tilldelades 2015 Polarpriset.
2019 tilldelades hon en stjärna på Hollywood Walk of Fame tillsammans med Linda Ronstadt och Dolly Parton för deras samarbeten som gruppen 'Trio' 

## Övrigt
Låten "Emmylou" av svenska duon First Aid Kit från albumet The Lion's Roar 2012, är en hyllning till Emmylou Harris och June Carter Cash, med text som refererar till deras förhållanden med Gram Parsons och Johnny Cash respektive.

## Diskografi
Album
- 1969 – Gliding Bird
- 1975 – Pieces of the Sky
- 1975 – Elite Hotel
- 1977 – Luxury Liner
- 1978 – Quarter Moon in a Ten Cent Town
- 1978 – Profile - The Best of Emmylou Harris (samlingsalbum)
- 1979 – Blue Kentucky Girl
- 1979 – Light of the Stable
- 1980 – Roses in the Snow
- 1981 – Evangeline
- 1981 – Cimarron
- 1982 – Last Date
- 1983 – White Shoes
- 1984 – Profile II - The Best of Emmylou Harris (samlingsalbum)
- 1985 – The Ballad of Sally Rose
- 1986 – Thirteen
- 1987 – Angel Band
- 1987 – Trio (med Dolly Parton och Linda Ronstadt)
- 1988 – Duets
- 1989 – Bluebird
- 1990 – Brand New Dance
- 1992 – At the Ryman
- 1993 – Cowgirl's Prayer
- 1994 – Songs of the West
- 1995 – Wrecking Ball
- 1996 – Portraits (samlingsalbum)
- 1998 – Spyboy
- 1999 – Trio II (med Dolly Parton och Linda Ronstadt)
- 1999 – Western Wall: The Tucson Sessions (med Linda Ronstadt)
- 2000 – Red Dirt Girl
- 2001 - Hickory Wind
- 2001 – Anthology: The Warner/Reprise Years (samlingsalbum)
- 2003 – Stumble into Grace
- 2005 – The Very Best of Emmylou Harris: Heartaches and Highways (samlingsalbum)
- 2006 – All the Roadrunning (med Mark Knopfler)
- 2006 – Real Live Roadrunning (med Mark Knopfler)
- 2008 – All I Intended to Be
- 2008 - Song Bird: Rare Gems and forgotten recordings (samlingsalbum)2011 – Hard Bargain
- 2013 – Old Yellow Moon (med Rodney Crowell)
- 2015 – The Traveling Kind (med Rodney Crowell)

### Medverkan på andra album (urval)
- Sweetest Gift på Linda Ronstadts Prisoner in Disguise 1975
- Skiprope Song, Porte en Arrière, Green Green Rocky Road på Kate and Anna McGarrigles The McGarrigle Hour 1998
- Comin' Around på Steve Earles The Revolution Starts Now 2004
- A Love That Will Never Grow Old på soundtrack-albumet till filmen Brokeback Mountain 2005